# آدونیس استونسون
آدونیس استونسون (انگلیسی: Adonis Stevenson؛ زادهٔ ۲۲ سپتامبر ۱۹۷۷) بوکسور اهل کانادا است.